# Tourville-sur-Pont-Audemer
Pour les articles homonymes, voir Tourville.
Tourville-sur-Pont-Audemer est une commune française située dans le département de l'Eure, en région Normandie.

## Géographie

### Localisation
|            | Saint-Germain-Village      | Saint-Germain-Village |
| Les Préaux | Tourville-sur-Pont-Audemer | Campigny              |
| Selles     | Saint-Siméon               |                       |

### Hydrographie
La commune est située dans le bassin Seine-Normandie. Elle est drainée par la Véronne, le ruisseau de Sebec, le fossé 01 de la commune de Epaignes, le ruisseau de Tourville, le cours d'eau 01 de la commune de Selles, le ruisseau des Moines et un bras de Tourville,,.
La Véronne, d'une longueur de 14 km, prend sa source dans la commune de La Poterie-Mathieu et se jette  dans la Risle à Pont-Audemer, après avoir traversé six communes.

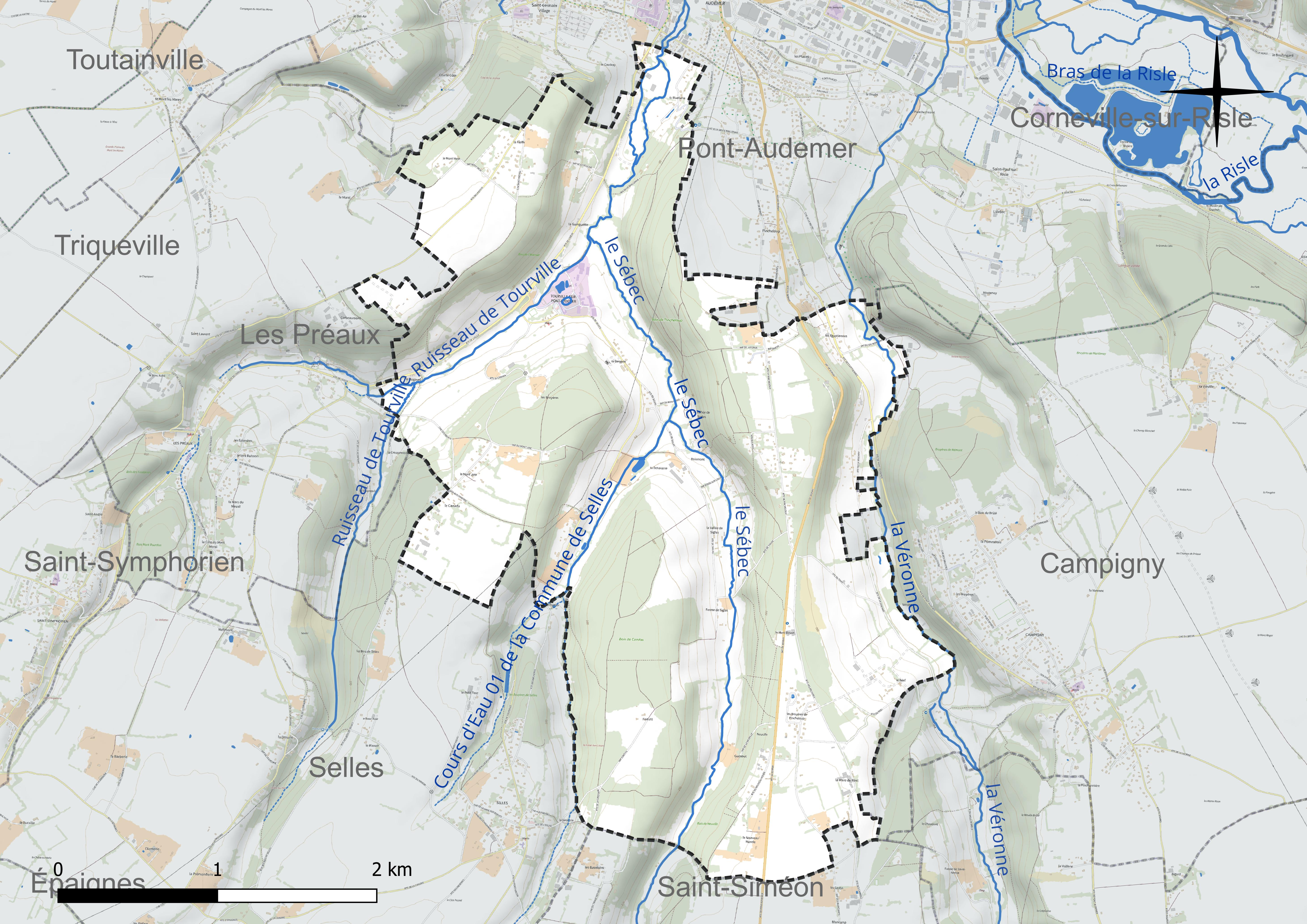
Réseau hydrographique de Tourville-sur-Pont-Audemer.

Le ruisseau de Sebec, d'une longueur de 11 km, prend sa source dans la commune de Épaignes et se jette  dans  le ruisseau de Tourville sur la commune, après avoir traversé quatre communes.

### Climat
Pour des articles plus généraux, voir Climat de la Normandie et Climat de l'Eure.
En 2010, le climat de la commune est de type climat océanique altéré, selon une étude du CNRS s'appuyant sur une série de données couvrant la période 1971-2000. En 2020, Météo-France publie une typologie des climats de la France métropolitaine dans laquelle la commune est exposée à un climat océanique et est dans la région climatique  Côtes de la Manche orientale, caractérisée par un faible ensoleillement (1 550 h/an) ; forte humidité de l’air (plus de 20 h/jour avec humidité relative > 80 % en hiver), vents forts fréquents. Parallèlement le GIEC normand, un groupe régional d’experts sur le climat, différencie quant à lui, dans une étude de 2020, trois grands types de climats pour la région Normandie, nuancés à une échelle plus fine par les facteurs géographiques locaux. La commune est, selon ce zonage, exposée à un « climat contrasté des collines », correspondant au Pays d’Auge, Lieuvin et Roumois, moins directement soumis aux flux océaniques et connaissant toutefois des précipitations assez marquées en raison des reliefs collinaires qui favorisent leur formation.
Pour la période 1971-2000, la température annuelle moyenne est de 10,6 °C, avec  une amplitude thermique annuelle de 13,2 °C. Le cumul annuel moyen de précipitations est de 868 mm, avec 13 jours de précipitations en janvier et 8,9 jours en juillet. Pour la période 1991-2020, la température moyenne annuelle observée sur la station météorologique la plus proche, située sur la commune de Boulleville à 9 km à vol d'oiseau, est de 11,3 °C et le cumul annuel moyen de précipitations est de 851,2 mm,. Pour l'avenir, les paramètres climatiques de la commune estimés pour 2050 selon différents scénarios d’émission de gaz à effet de serre sont consultables sur un site dédié publié par Météo-France en novembre 2022.

## Urbanisme

### Typologie
Au 1er janvier 2024, Tourville-sur-Pont-Audemer est catégorisée commune rurale à habitat dispersé, selon la nouvelle grille communale de densité à 7 niveaux définie par l'Insee en 2022.
Elle est située hors unité urbaine. Par ailleurs la commune fait partie de l'aire d'attraction de Pont-Audemer, dont elle est une commune de la couronne,. Cette aire, qui regroupe 34 communes, est catégorisée dans les aires de moins de 50 000 habitants,.

### Occupation des sols
L'occupation des sols de la commune, telle qu'elle ressort de la base de données européenne d’occupation biophysique des sols Corine Land Cover (CLC), est marquée par l'importance des territoires agricoles (59,5 % en 2018), une proportion sensiblement équivalente à celle de 1990 (58,8 %). La répartition détaillée en 2018 est la suivante : 
prairies (46,9 %), forêts (39,4 %), terres arables (8,9 %), zones agricoles hétérogènes (3,7 %), zones urbanisées (1 %). L'évolution de l’occupation des sols de la commune et de ses infrastructures peut être observée sur les différentes représentations cartographiques du territoire : la carte de Cassini (XVIIIe siècle), la carte d'état-major (1820-1866) et les cartes ou photos aériennes de l'IGN pour la période actuelle (1950 à aujourd'hui).

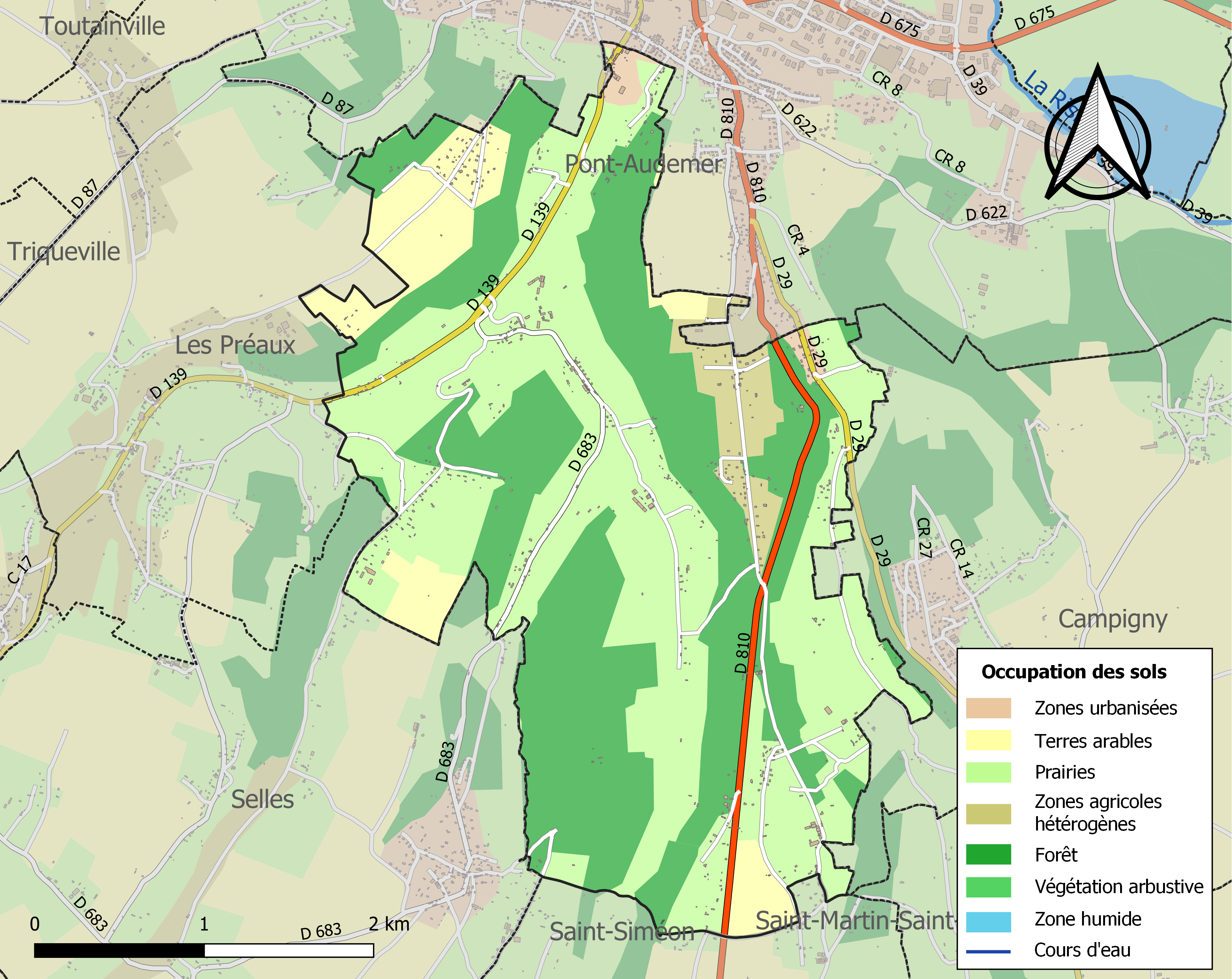
Carte des infrastructures et de l'occupation des sols de la commune en 2018 (CLC).

## Toponymie
Le nom de la localité est attesté sous les formes Tourvilla en 1033 (Neustria pia), Torivilla et Turvilla vers 1034[réf. nécessaire],Torvilles au XIVe siècle (Dans le prétendu poëme de Torf (Gesta Normannorum Ducum (XIe siècle) et ses descendants, de Guillaume de Jumièges).
Les allégations de Guillaume de Jumièges qui attribuent à Torf, l'origine du nom du village ne sont pas confirmées par les formes anciennes du nom du village.
Torivilla et Turvilla vers 1034, c'est-à-dire des attestations contemporaines à Guillaume de Jumièges, qui le contredisent, car on devrait avoir : *Torfivilla, voire *Torvilla par assimilation du f au v. En fait, comme tous les autres Tourville de Normandie, il s'agirait du nom de différents personnages nommés Thor(i) ou Thur(i).
La commune de Tourville-sur-Pont-Audemer fait partie de la Communauté de communes de Pont-Audemer / Val de Risle.

## Politique et administration
| Période                                  | Période   | Identité             | Étiquette | Qualité                                     |
| ---------------------------------------- | --------- | -------------------- | --------- | ------------------------------------------- |
| avant 1981                               | ?         | Germain Swertvaegher | MRG       | Cultivateur, conseiller général (1958-1982) |
| juin 1995                                | mars 2001 | Pierre Duboc         |           |                                             |
| mars 2001                                | En cours  | Jean Legrix          | DVD       | Directeur-adjoint retraité                  |
| Les données manquantes sont à compléter. |           |                      |           |                                             |

## Démographie
L'évolution du nombre d'habitants est connue à travers les recensements de la population effectués dans la commune depuis 1793. Pour les communes de moins de 10 000 habitants, une enquête de recensement portant sur toute la population est réalisée tous les cinq ans, les populations de référence des années intermédiaires étant quant à elles estimées par interpolation ou extrapolation. Pour la commune, le premier recensement exhaustif entrant dans le cadre du nouveau dispositif a été réalisé en 2004.

En 2022, la commune comptait 722 habitants, en évolution de −1,9 % par rapport à 2016 (Eure : −0,25 %, France hors Mayotte : +2,11 %).
| 1793 | 1800 | 1806 | 1821 | 1831 | 1836 | 1841 | 1846 | 1851 |
| ---- | ---- | ---- | ---- | ---- | ---- | ---- | ---- | ---- |
| 408  | 344  | 410  | 463  | 470  | 647  | 624  | 625  | 616  |

| 1856 | 1861 | 1866 | 1872 | 1876 | 1881 | 1886 | 1891 | 1896 |
| ---- | ---- | ---- | ---- | ---- | ---- | ---- | ---- | ---- |
| 578  | 529  | 475  | 454  | 438  | 431  | 409  | 422  | 429  |

| 1901 | 1906 | 1911 | 1921 | 1926 | 1931 | 1936 | 1946 | 1954 |
| ---- | ---- | ---- | ---- | ---- | ---- | ---- | ---- | ---- |
| 373  | 388  | 405  | 362  | 436  | 335  | 416  | 395  | 479  |

| 1962 | 1968 | 1975 | 1982 | 1990 | 1999 | 2004 | 2006 | 2009 |
| ---- | ---- | ---- | ---- | ---- | ---- | ---- | ---- | ---- |
| 477  | 506  | 565  | 507  | 528  | 554  | 685  | 712  | 716  |

| 2014 | 2019 | 2022 | - | - | - | - | - | - |
| ---- | ---- | ---- | - | - | - | - | - | - |
| 732  | 730  | 722  | - | - | - | - | - | - |

## Culture locale et patrimoine

### Lieux et monuments
- L'église Saint-Pierre.
- Tourville-sur-Pont-Audemer est connue régionalement pour son lycée agricole.
- Un pressoir du XVIIIe siècle provenant de Tourville-sur-Pont-Audemer a été déplacé et reconstruit en 1996 au Jardin des plantes de Rouen.

### Patrimoine naturel

#### ZNIEFF de type 2
- La vallée de la Risle de Brionne à Pont-Audemer, la forêt de Montfort[28].

## Personnalités liées à la commune
- Paul Clémencin (1920-1944), résistant.
- Charles-Victor Langlois (1863-1929), historien, directeur des Archives nationales.